# Two Rivers (Wisconsin)

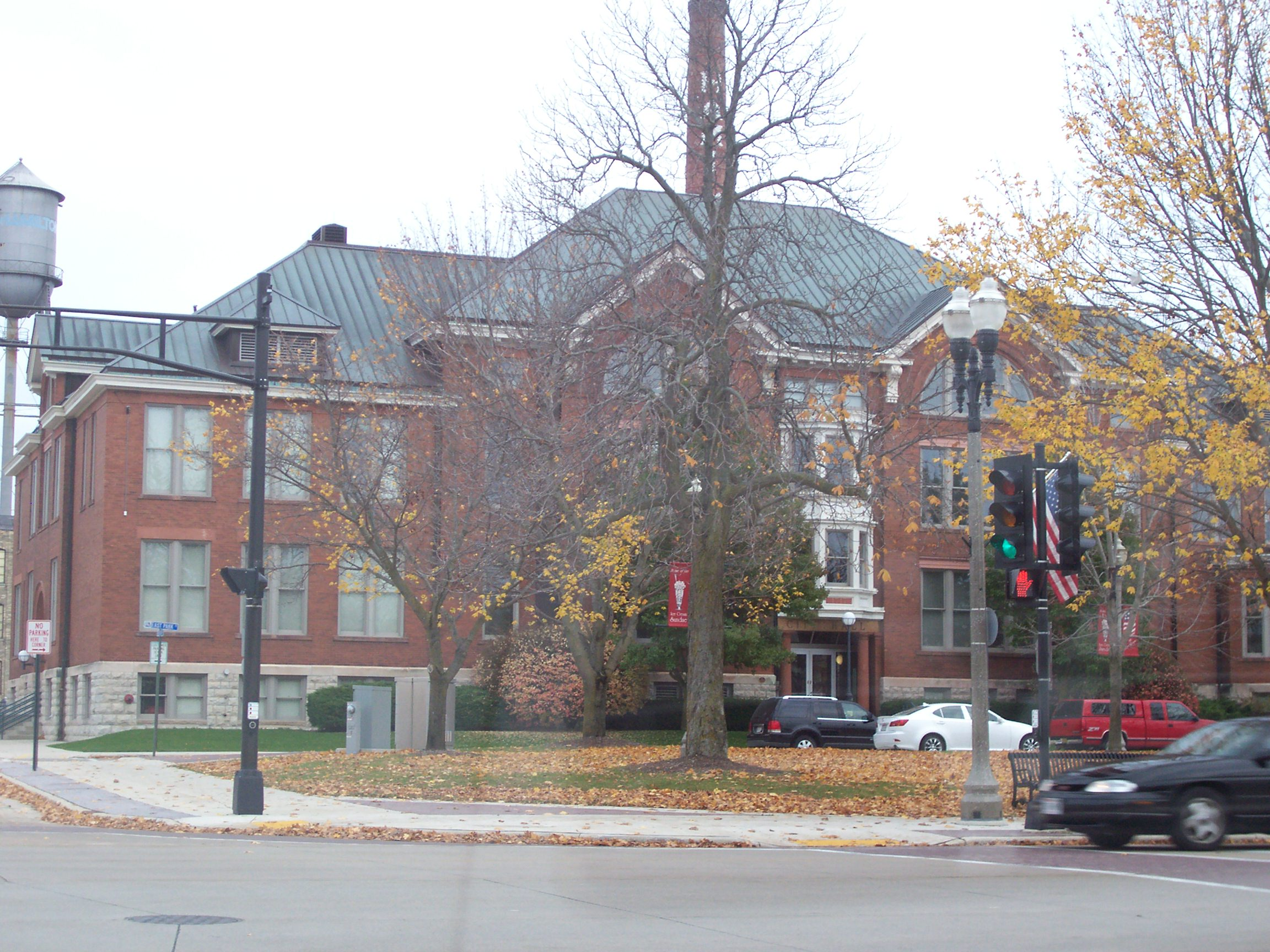
Stadhuis

Two Rivers is een plaats (city) in de Amerikaanse staat Wisconsin, en valt bestuurlijk gezien onder Manitowoc County.

## Demografie
Bij de volkstelling in 2000 werd het aantal inwoners vastgesteld op 12.639. In 2006 is het aantal inwoners door het United States Census Bureau geschat op 12.010, een daling van 629 (-5,0%).

## Geografie
Volgens het United States Census Bureau beslaat de plaats een oppervlakte van 15,8 km², waarvan 14,7 km² land en 1,1 km² water. Two Rivers ligt aan de oevers van Lake Michigan.

## Plaatsen in de nabije omgeving
De onderstaande figuur toont nabijgelegen plaatsen in een straal van 24 km rond Two Rivers.